# Royal Bonbon
Pour plus de détails, voir Fiche technique et Distribution.
Royal Bonbon est un  film franco-canado-haïtien réalisé par Charles Najman. Tourné entièrement en Haïti, il a obtenu le Prix Jean-Vigo en 2002. Il met en scène le poète et écrivain Dominique Batraville dans le rôle du roi Chacha.

## Synopsis
Un homme misérable vagabonde dans les rues du Cap-Haïtien en rêvant à son royaume imaginaire. Il se prend pour le roi Christophe, ancien souverain fantasque du pays, ancien esclave et libérateur d'Haïti en 1804. Chassé de la ville, le « roi Chacha », comme on le surnomme, se réfugie dans les ruines grandioses du Palais Sans Souci en compagnie de Thimothée, un gamin des rues qu'il a pris sous son aile. Là, il reconstitue une cour de pacotille et règne par l'absurde.

## Fiche technique
- Titre : Royal Bonbon
- Réalisation : Charles Najman
- Scénario : Charles Najman
- Directeur de la photographie : Josée Deshaies
- Musique : Jean-François Pauvros
- Montage : Lise Beaulieu
- Production : Cyriac Auriol pour Les Films du Requin (France), et Ian Boyd pour Les Films de l'Isle (Canada)
- Société de distribution : Les Films de l'Isle, Les Films du Requin, Téléfilm Canada
- Pays d'origine :  France,  Canada,  Haïti
- Langues originales : français et créole haïtien
- Genre : comédie dramatique, fantastique
- Format : couleurs - DTS
- Durée : 1h 25
- Dates de sortie :
- Canada : 9 septembre 2002 (Festival de Toronto)
- Belgique : 9 octobre 2002 (Festival de Gand)
- France : 21 mars 2003 (Cinémas d'Amérique Latine de Toulouse) ; 7 mai 2003 (sortie nationale)
- États-Unis : 3 avril 2004 (Haiti on Screen Film Festival)

## Distribution
- Dominique Batraville : le « roi Chacha »
- Erol Josué : Nibo-Romaine
- Anne-Louise Mesadieu : la « reine »
- Verlus Delorme : Timothée
- Ambroise Thomson : Valentin

## Distinction
- Prix Jean-Vigo 2002